# Datenshi
"Datenshi" (堕天使) é um single da banda de rock japonesa Buck-Tick. Foi lançado em 29 de janeiro de 2020 pela Lingua Sounda em três edições: uma edição regular e duas edições limitadas. A faixa principal, "Datenshi", em uma versão diferente, faz parte do álbum Abracadabra.

## Produção
A capa da edição limitada foi criada por Aquirax Uno e a da edição regular conta com design feito por Kazunori Akita e fotografia por Yosuke Komatsu.

## Recepção
Alcançou o sexto lugar nas paradas da Oricon.

## Faixas
Todas as letras escritas por Atsushi Sakurai. 
| N.º            | Título              | Música           | Duração |  |
| 1.             | "Datenshi" (堕天使) | Hisashi Imai     | 3:32    |  |
| 2.             | "Luna Park"         | Hidehiko Hoshino | 3:42    |  |
| Duração total: | Duração total:      | Duração total:   | 7:14    |  |

| Faixa bônus da edição limitada |                                         |         |  |
| N.º                            | Título                                  | Duração |  |
| 3.                             | "THE DAY IN QUESTION 2019 (Live Track)" |         |  |

## Créditos
- Atsushi Sakurai - vocal
- Hisashi Imai - guitarra solo
- Hidehiko Hoshino - guitarra rítmica
- Yutaka Higuchi - baixo
- Yagami Toll - bateria

### Produção
- Kazunori Akita - direção de arte
- Aquirax Uno - capa da edição limitada